# Krle i Inspektori
Krle i Inspektori je osječki pop rock sastav. Nakon potpisivanja ugovora s Croatiom Records, 2009. godine izdali su svoj prvi album pod nazivom Šarengrad. Trenutna postava grupe je sljedeća: Davor Kršćanski-Krle (vokal), Ivan Serdar-Serđo (bas), Ivan Čačić (klavijature), Ozren Čačić (bubnjevi), Ivan Knežević-Knežo (gitara). Spot za pjesmu Nije To To, čiju režiju potpisuju osječki filmaši braća Pejić, bio je hit dana na CMC-u u veljači 2009. Početkom 2011. godine sastav je snimio duet s Goranom Baretom za pjesmu Ogledalo.